# ケリタ・ズパンシック
ケリタ・ズパンシック（Kelita Zupancic 1990年5月9日- ）は、カナダのオンタリオ州・ウィットビー出身の柔道選手。階級は70kg級。身長170cm。スロベニア系。2段。得意技は大内刈、払腰、小外掛。

## 人物
柔道は5歳の時に父親がコーチを務める「Formokan judo club」で兄弟とともに始めた。柔道以外にアイスホッケーでも活躍していたが、16歳の時に柔道でオリンピックを目指すことに決めた。その後コンコルディア大学に入学する一方で、モントリオールにあるナショナルトレーニングセンターで首席コーチの中村浩之と2000年シドニーオリンピック100kg級銀メダリストのニコラス・ギルの下で指導を受けていたが、中村から日本で稽古を積んでみることを提案されると、中村の要請を受けたロサンゼルスオリンピック65kg級金メダリストの松岡義之が監督を務めるコマツ女子柔道部で2010年1月から1ヶ月近く厳しい稽古を積むことになった。続いて出場したグランプリ・デュッセルドルフで3位、パンナム選手権では優勝と成果を挙げると、7月からはコマツに1年ほど柔道留学する運びとなった。9月に東京で開催された世界選手権では2回戦でオランダのエディス・ボッシュに指導3で敗れた。2011年6月のグランドスラム・リオデジャネイロでは3位になったが、8月にパリで開催された世界選手権では初戦でブラジルのマリア・ポルテラに有効で敗れた。2012年5月のグランドスラム・モスクワでは3位となるも、8月のロンドンオリンピックでは初戦でフランスのリュシ・デコスに小外刈で敗れた。2013年2月のグランドスラム・パリでは決勝でオランダのキム・ポリングに敗れるが2位となった。4月にはパンナム選手権で3年ぶり2度目の優勝を飾ると、5月にはグランドスラム・バクーでも優勝して、この階級で長きに渡って世界ランキング1位を続けてきたドコスに代わり5月6日付けで新たに1位に躍り出た。続いて世界ランキング上位選手で競われるワールドマスターズに出場して決勝まで進むが、パリに続いてポリングに敗れて世界ランキングも2位に下がることになった。8月の世界選手権では3回戦で韓国の黄藝瑟に技ありで敗れた。2014年の世界選手権では7位だった。2015年のパンナム選手権では2年ぶり3度目の優勝を飾った。さらにパンアメリカン競技大会でも優勝を果たした。2015年の世界選手権では2回戦で敗れた。2016年のリオデジャネイロオリンピックでは準々決勝で田知本遥に技ありで敗れるなどして7位だった。2019年には地元カナダで初開催となったIJFワールド柔道ツアーのグランプリ・モントリオール決勝でドイツのジョヴァンナ・スコッチマッロに敗れて2位だった。2020年夏にリオデジャネイロオリンピック81kg級銀メダリストであるアメリカのトラヴィス・スティーブンスと結婚すると、2021年2月には正式に引退表明した。

## 主な戦績
- 2008年 - ベルギージュニア国際 優勝
- 2009年 - パンナム選手権 3位
- 2009年 - グランプリ・チュニス 5位
- 2009年 - ワールドカップ・ベロホリゾンテ 3位
- 2009年 - ワールドカップ・バーミンガム 3位
- 2010年 - ワールドカップ・ブダペスト 3位
- 2010年 - グランプリ・デュッセルドルフ 3位
- 2010年 - パンナム選手権 優勝
- 2010年 - ワールドカップ・バクー 優勝
- 2010年 - ワールドカップ・スウォン 2位
- 2011年 - パンナム選手権 3位
- 2011年 - グランドスラム・モスクワ 5位
- 2011年 - グランドスラム・リオデジャネイロ 3位
- 2011年 - ワールドカップ・サンパウロ 2位
- 2011年 - ワールドカップ・ミンスク 3位
- 2011年 - グランプリ・アブダビ 5位
- 2011年 - パンアメリカン競技大会 5位
- 2012年 - パンナム選手権 3位
- 2012年 - グランドスラム・モスクワ 3位
- 2012年 - グランドスラム・東京 5位
- 2013年 - グランドスラム・パリ 2位
- 2013年 - ヨーロッパオープン・オーバーヴァルト 優勝
- 2013年 - パンナム選手権 優勝
- 2013年 - グランドスラム・バクー 優勝
- 2013年 - ワールドマスターズ 2位
- 2014年 - グランドスラム・パリ 3位
- 2014年 - ヨーロッパオープン・ローマ 2位
- 2014年 - パンナム選手権 2位
- 2014年 - グランプリ・ハバナ 3位
- 2014年 - 世界選手権 7位
- 2014年 - グランドスラム・東京 3位
- 2015年 - グランプリ・デュッセルドルフ 3位
- 2015年 - パンナム選手権 優勝
- 2015年 - グランプリ・ザグレブ 3位
- 2015年 - パンアメリカン競技大会 優勝
- 2015年 - グランドスラム・チュメニ 3位
- 2016年 - パンナム選手権 2位
- 2016年 - リオデジャネイロオリンピック 7位
- 2017年 - グランドスラム・パリ 2位
- 2017年 - ヨーロッパオープン・オーバーヴァルト 2位
- 2017年 - パンナムオープン・サンティアゴ 優勝
- 2017年 - パンナム選手権 2位
- 2018年 - ヨーロッパオープン・ローマ 2位
- 2018年 - グランプリ・トビリシ 2位
- 2018年 - グランプリ・アンタルヤ 2位
- 2018年 - パンナム選手権 3位
- 2018年 - グランプリ・フフホト 2位
- 2018年 - グランプリ・ブダペスト 3位
- 2018年 - グランプリ・カンクン 3位
- 2019年 - パンナム選手権 3位
- 2019年 - グランプリ・フフホト 3位
- 2019年 - グランプリ・モントリオール 2位
- 2019年 - グランプリ・ブダペスト 3位
- 2019年 - グランプリ・ザグレブ 5位
- 2020年 -　グランプリ・テルアビブ　3位

(出典、JudoInside.com)